# بامبا دیاراسوبا
بامبا دیاراسوبا (انگلیسی: Bamba Diarrassouba؛ زادهٔ ۲۹ مارس ۱۹۸۹) بازیکن فوتبال اهل فرانسه است.